# Maurice Gauchez
Pour les articles homonymes, voir Gauchez et Gilles.
Maurice Gauchez (né Maurice Gilles le 31 juillet 1884 à Chimay et mort le 24 novembre 1957) est un écrivain belge, poète et romancier d'expression française.

## Biographie
Sa région natale lui inspirera l'écriture de plusieurs romans mais aussi la cité portuaire d'Anvers où ses parents déménagent et où il grandit. Aux premiers jours de la Première Guerre mondiale, il s'engage volontairement comme éclaireur dans les auto-canon. Rapidement fait prisonnier, il est condamné à mort mais parvient à s'évader et à rejoindre ses troupes aux bord de l'Yser où il prend part à la célèbre bataille. Il est blessé à plusieurs reprises et même gazé, ce qui lui vaut un séjour dans un  sanatorium. Pendant ces quatre années de guerre, il continue à écrire. Il publie son propre témoignage De la Meuse à l'Yser, ce que j'ai vu. Quelques années après la guerre, en 1936, il s'établit à Bruxelles, dans la commune de Saint-Gilles, 36 rue de l'Amazone, où il habitera jusqu'à la fin de sa vie. Il épouse Gisèle Philippot. Pendant la Seconde Guerre mondiale, il se fait plus discret tout en rejoignant la résistance. Il sera lauré plusieurs fois au cours de sa longue carrière d'écrivain. 
Il meurt le 24 novembre 1957.

## Œuvres
Poèmes
- Simples croquis, 1907, Bruxelles, éditions Lamertin, 1907
- Jardin d'adolescent, Paris, éditions Sansot à Paris, 1907
- Symphonies voluptueuses, éditions Larcier, 1908
- Images de Hollande, la louange de la terre, Bruxelles, éditions Lamberty, 1911
- Paysages de Suisse, la louange de la terre, Bruxelles, éditions Lamberty, 1912
- Les Rafales, Paris, éditions E. Fignière, 1917
- Ainsi chantait Thyl, Paris-Zurich, éditions G. de Grès, 1918
- L'Hymne à la vie, Bruxelles, La renaissance d'Occident, 1920
- Tous mes désirs sont les tiens, Bruxelles, éditions de la Fourmi, 1925
- Chansons humaines, Anvers, éditions Buschmann, 1925
- Les Muscles d'or, Bruxelles, La renaissance d'Occident, 1930
- La Tempête, Office de la publicité, 1944
- Le Zwin, Bruxelles, La renaissance d'Occident, 1951
- Brume sur la vie, Bruxelles, La renaissance d'Occident

Romans
- Cacao, Bruxelles, La Renaissance du livre, 1925
- La Maison sur l'eau, Bruxelles, La Renaissance du livre, 1926
- Le Réformateur d'Anvers, Anvers, éditions Burton, 1928
- Le Roman du grand veneur, Bruxelles, La Renaissance du livre, 1929
- La Servante au grand cœur, Bruxelles, La Renaissance du livre, 1931
- L'Émigrant, Bruxelles, La Renaissance du livre, 1933
- Le Baron de Robaux, Bruxelles, éditions Labor, 1933
- Marées de Flandre, Bruxelles, La Renaissance du livre, 1935
- Au cœur des Fagnes, Spa, Les Cahiers ardennais, 1935
- V.D.G. volontaire de guerre, Bruxelles, Union des Fraternelles de l'Arme de Campagne, 1936
- Le Démon, Bruxelles, La Renaissance du livre, 1937
- Tignasse, Louvain, éditions Negger, 1938
- Par-dessus les moulins, Louvain, éditions Negger, 1938
- Hôtel de la paix, Bruxelles, éditions Labor, 1938
- La-Grange-au-Bois, Florenville, éditions Braconniers, 1939
- Max Harry, vedette, Librairie des combattants, 1940
- Les Espions du ciel, Bruxelles, éditions de l'Étoile, 1942
- L'Aventure sans envergure, Bruxelles, Les Auteurs associés, 1943
- Quand soufflait l'ouragan, roman en 5 tomes (La Ville nue, La Geôle sous le soleil, L'Armée du maquis, V.V.V. et On les a eus), Bruxelles, éditions Wallens Pay, 1948

Autres
- Émile Verhaeren, monographie, Bruxelles, éditions Le Thyrse, 1908
- Le Livre des masques belges, gloses et documents, Mons, La Société nouvelle
- Les Poètes des gueux, ontologie du XIIe siècle à nos jours, Paris, éditions Michaud, 1912
- De la Meuse à l'Yser, ce que j'ai vu, témoignage de l'auteur, Paris, éditions A. Fayard, 1914
- Histoire des lettres françaises de Belgique, des origines à nos jours, Bruxelles, La Renaissance d'Occident, 1922
- Romantiques d'aujourd'hui, essai, Bruxelles, La Renaissance d'Occident, 1924
- Essai sur Don Juan, essai, Ostende-Bruges, La Flandre Littéraire, 1926
- Thyl, comédie en 4 actes, en vers et en proses, Bruxelles, La Renaissance d'Occident, 1927
- À la recherche d'une personnalité, essai sur des écrivains belges, Bruxelles, La Renaissance d'Occident, 1927
- Tanchelin, légende historique, Anvers, éditions Imcomin, 1935
- Tristantout, Nouvelles, Louvain, éditions Lovanis, 1937
- L'Entre-Sambre-et-Meuse, essai, Bruxelles, Office de publicité, 1941
- Camille Lemonier, essai, Bruxelles, Office de publicité, 1943

## Prix et récompenses

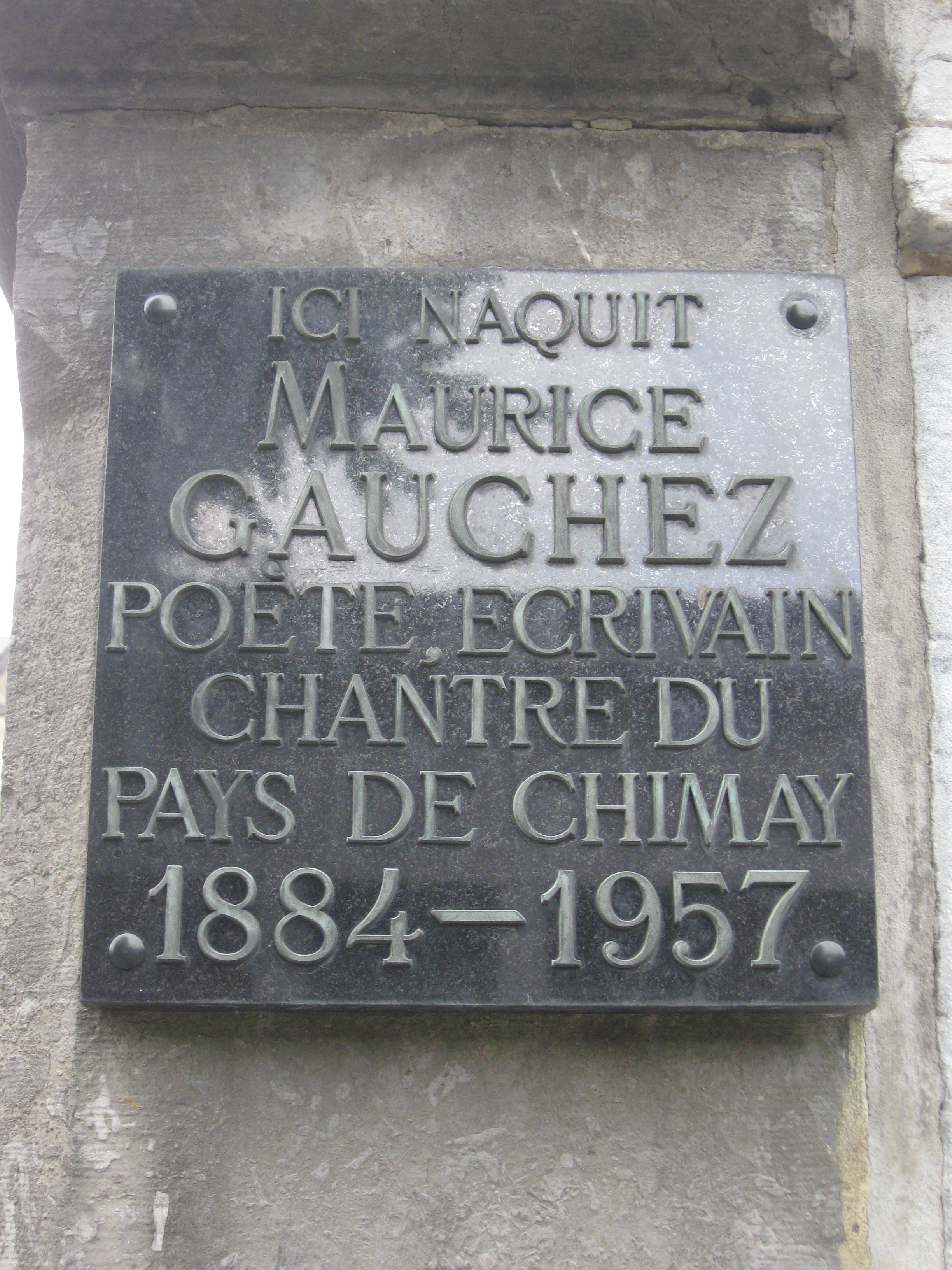
Plaque commémorative, rue de Virelles à Chimay

- Prix Jules Davaine de l’Académie française pour Les Rafales en 1918
- Prix des Indépendants pour son poème Ainsi chantait Thyl en 1919
- Prix De Kein et prix Narcisse-Michaut de l’Académie française en 1923 pour son Histoire des lettres françaises de Belgique
- Prix Bouvier-Parvillez pour son roman Le Baron des Robaux

## Hommage
Plusieurs rues ou voiries portent son nom dont une, perpendiculaire à celle où il est né, à Chimay. Une plaque commémorative est fixée à l'entrée de sa maison natale, au no 5 de la rue de Virelles, à Chimay. Le 10 juin 1961 est inaugurée une autre plaque, à l'entrée de son domicile à Saint-Gilles. Sur celle-ci, il est représenté de profil. En 1972, une stèle lui est dédiée dans le parc du Centre culturel Jacques Franck.
Sur la fin de sa vie, Maurice Gauchez avait exprimé le vœu de créer un prix littéraire récompensant de jeunes écrivains belges ou étrangers mais d'expression française. Depuis 1994 est donc décerné annuellement le Prix Maurice et Gisèle Gauchez-Philippot.
En 2015 à l'occasion de la remise du prix de Littérature Gauchez-Philippot, création de la pièce "Maurice Gauchez : un poète dans les tranchées"  mis en scène par Stefan Thibeau[Interprétation personnelle ?].